# Енстатит
Енстатитът е минерал; магнезиевият краен член на минералната серия пироксенови силикати енстатит (MgSiO3) – феросилит (FeSiO3). Богатите на магнезий членове на серията твърди разтвори са обикновени скалообразуващи минерали, намиращи се в магмени и метаморфни скали. Междинният състав, (Mg,Fe)SiO
3, исторически е известен като хиперстен, въпреки че това име е официално изоставено и заменено с ортопироксен. Когато се определя петрографски или химически, съставът се дава като относителни пропорции на енстатит (En) и феросилит (Fs) (напр. En80Fs20).

## Етимология
Произходът на името е от гръцката дума за „противник“ (enstates), в алюзия за огнеупорността му под тръба за издухване (пипа).

## Полиморфи и разновидности
Повечето естествени кристали са орторомбични (пространствена група Pbca), въпреки че са известни три полиморфа. Високотемпературните полиморфи с ниско налягане са протоенстатит и протоферосилит (също орторомбични, пространствена група P bcn ), докато нискотемпературните форми, клиноенстатит и клиноферосилит, са моноклинни (пространствена група P21/c ).
Изветреният енстатит с малко количество желязо придобива субметален блясък и цвят, подобен на бронз. Този материал се нарича бронзит, въпреки че е по-правилно да се нарича променен енстатит.
Изумруденозелена разновидност на енстатит се нарича хроменстатит и се шлифова като скъпоценен камък. Зеленият цвят се дължи на следите от хром, откъдето идва и името на сорта. В допълнение, бронзитът понякога се използва и като скъпоценен камък.
Бронзитът и хиперстенът стават известни много преди енстатита, който е описан за първи път от Густав Адолф Кенгот през 1855 г.

## Идентификация
Енстатитът и другите орторомбични пироксени се отличават от тези от моноклинната серия по своите оптични характеристики, като много по-слабо двойно пречупване и по-силен плеохроизъм. Те също така имат призматично разцепване, което е перфектно в две посоки на 90 градуса. Енстатитът е бял, сив, зеленикав или кафяв на цвят; твърдостта му е 5 – 6 по скалата на Моос, а специфичното му тегло е 3,2 – 3,3. Тази призматична форма се използва в скъпоценни камъни и за академични цели.

## Възникване
Изолираните кристали са редки, но ортопироксенът е основна съставна част на различни видове магмени скали и метаморфни скали. Магнезиевият ортопироксен се среща в плутонични скали като габро и диорит. 
Енстатитът със състав близък до En90Fs10, е основен минерал в типичния перидотит и пироксенит на земната мантия. Ксенолитите от перидотит са често срещани в кимбърлита и в някои базалти. Измерванията на съдържанието на калций, алуминий и хром в енстатита в тези ксенолити са от решаващо значение за реконструирането на дълбочините, от които ксенолитите са били изтръгнати от възходящите магми.
Ортопироксенът е важна съставна част на някои метаморфни скали като гранулит. Ортопироксен, близък до чистия енстатит, се среща в някои метаморфозирани серпентини. Големи кристали, дълги около 30 см и предимно променени в стеатит, са открити през 1874 г. в апатитните жили, пресичащи слюдени и рогови шисти в апатитната мина на Кьорстад, близо до Бревик в Южна Норвегия.
Енстатитът се среща често в метеоритите. Кристали са открити в каменисти и железни метеорити, включително един, паднал в Брайтенбах в Рудните планини, Бохемия. В някои метеорити енстатитът заедно с оливин образуват по-голямата част от материала; може да се появи в малки сферични маси или хондрули с вътрешна излъчваща структура.

## Разпространение
Находища на енстатит има в Австрия (Щирия), Германия, Норвегия, САЩ, Танзания (Мбея), Чехия, Шри Ланка.

## Енстатит в космоса
Енстатитът е един от малкото силикатни минерали, които са наблюдавани в кристална форма извън Слънчевата система, особено около еволюирали звезди и планетарни мъглявини като NGC 6302. Смята се, че енстатитът е един от ранните етапи за образуване на кристални силикати в космоса. Отбелязани са много корелации между появата на минерала и структурата на обекта, около който е наблюдаван. Смята се, че енстатитът е основен компонент на астероидите от тип E. Астероидите Hungaria са основните примери в Слънчевата система.